# Federación de Radioaficionados de Cuba

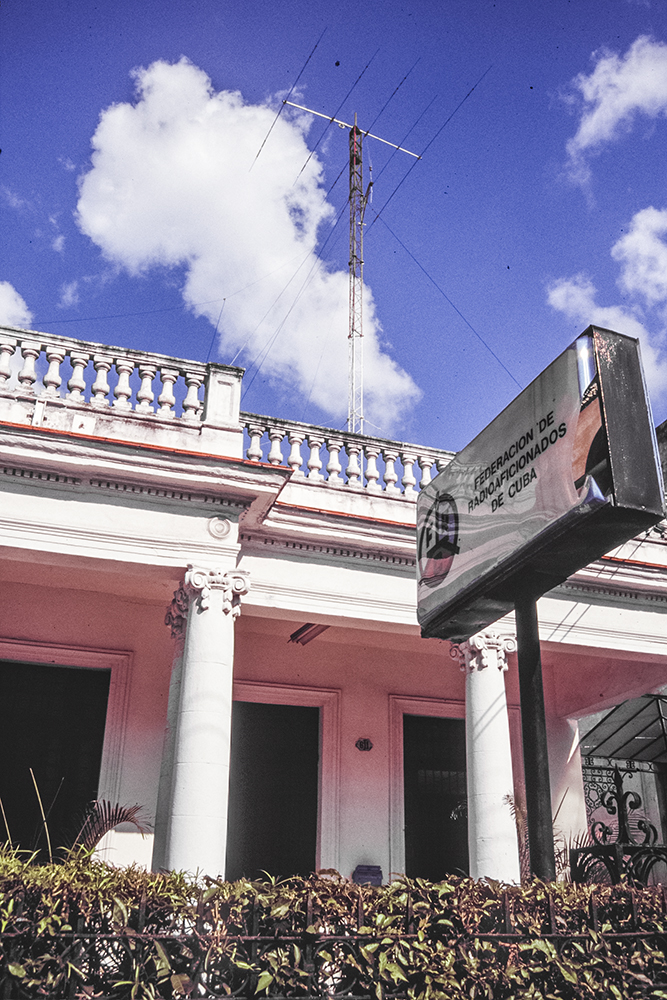
Tòa nhà Federación de Radioaficionados de Cuba ở La Habana.

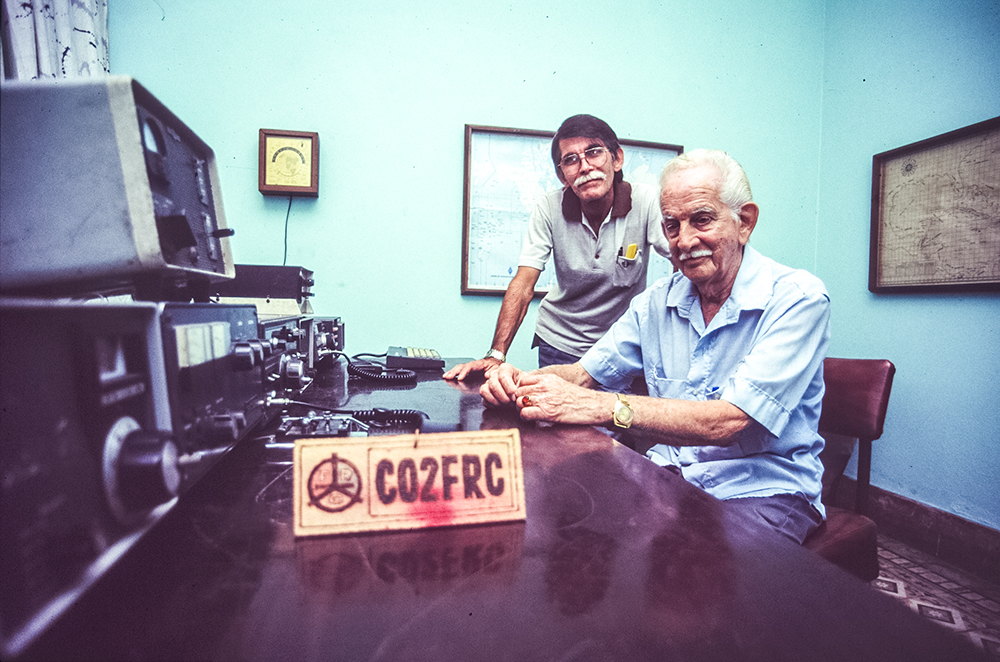
Trụ sở đài phát thanh tại Federación de Radioaficionados de Cuba ở La Habana.

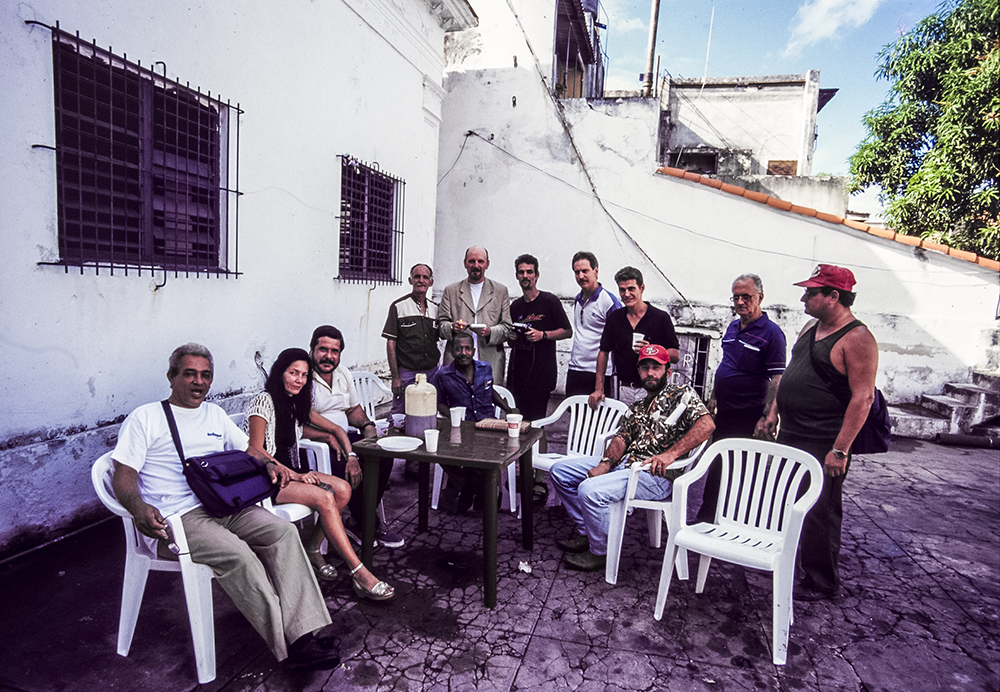
Một cuộc tụ họp của các nhà phát thanh nghiệp dư Cuba tại trụ sở của Federación de Radioaficionados de Cuba

Federación de Radioaficionados de Cuba (FRC) (dịch ra là Liên đoàn Phát thanh Nghiệp dư Cuba) là tổ chức phi lợi nhuận quốc gia dành cho những người đam mê phát thanh nghiệp dư ở Cuba. FRC tuyên bố rằng 98% tổng số nhà điều hành đài phát thanh nghiệp dư của Cuba đều thuộc về tổ chức này. Các thành viên này được tổ chức tại 180 câu lạc bộ phát thanh nghiệp dư địa phương có liên kết với Federación de Radioaficionados de Cuba. Lợi ích chính của thành viên FRC bao gồm văn phòng QSL dành cho các nhà điều hành đài phát thanh nghiệp dư trong việc liên lạc thường xuyên với những nhà điều hành đài phát thanh nghiệp dư khác ở nước ngoài và tài trợ cho các giải thưởng nhà điều hành đài phát thanh nghiệp dư và các cuộc thi phát thanh. FRC đóng vai trò là người liên lạc giữa giới điều hành đài phát thanh nghiệp dư Cuba và các cơ quan quản lý trong nước.  FRC là hiệp hội thành viên quốc gia đại diện cho Cuba trong Liên đoàn Phát thanh Nghiệp dư Quốc tế.